# Тази хубава зряла възраст
„Тази хубава зряла възраст“ е български игрален филм (драма) от 1984 година на режисьора Хачо Бояджиев, по сценарий на Любен Станев. Оператор е Борис Янакиев. Музиката във филма е композирана от Вили Казасян.

## Сюжет
Театралният критик Румен Илиев навършва 50 години. Той е достигнал завидно обществено положение. С течение на времето, за да не усложнява живота си, е започнал да прави компромиси, прикривайки се зад солидната си обществена и професионална позиция. Илиев например не вижда нищо осъдително в това, че благодарение на връзките си задържа в провинцията млада и талантлива актриса, за да продължи връзката си с нея. На него дори не му идва на ум, че прави жена си нещастна. Свикнал е всички да му се възхищават и да го обичат. Но по време на поредната командировка се случват неща, които подронват вярата в собствената му непогрешимост и той трябва да направи своята равносметка...

## Актьорски състав
- Коста Цонев – Румен Илиев, театрален критик
- Ваня Цветкова – Рина, актриса (озвучена от Галина Котева)
- Невена Коканова – Елена
- Катя Паскалева – Малина, братовчедката на Румен
- Досьо Досев – Вуйчото на Илиев
- Антон Радичев – Тодор
- Николай Сотиров – Васко Маринов, актьор
- Борис Луканов – доктор Никола Труфчев
- Асен Миланов – Ангел Дражев, драматург
- Надежда Казасян - доктор Асенова
- Теодора Цонева – Теодора, дъщерята на Румен
- Велко Кънев - директорът на театъра
- Ружа Делчева - мама Савка, актриса
- Теодора Цонева
- Петър Милков
- Мая Зуркова
- Станислав Пищалов
- Веселин Борисов
- Албена Пунева
- Емилия Георгиева
- Лъчезар Стоянов - актьор
- Ламби Кондов
- Венелин Венев
- Стефан Георгиев
- Васил Апостолов
- Жана Стоянович
- Ибиш Орханов (като Иво Огнянов)
- Фани Аронова
- Валери Главчовски
- Георги Йорданов
- Иван Петков
- Ева Волицер

В епизодите:
- Маргарита Ангелова
- Людмила Радичева
- Адриана Петрова
- Юриана Траянова
- Петър Нягулов
- Иван Обретенов
- Койчо Койчев
- Любомир Димов
- Калин Арсов
- Нешо Караджийски
- Емил Голаров
- Татяна Миндова
- Вилиана Джакова
- Юлия Мартинчева
- Ралица Базайтова
- Валя Дончева
- Мария Дочева

и други